# 喬夢符
喬夢符（1280年—1345年），字世用，東陽（今屬浙江東陽市 ）人。

## 生平
早年師從呂祖謙。南宋淳熙二年（1175年）進士，出知歙縣。官至監察御史。